# Sông Galwan
Sông Galwan chảy từ khu vực Aksai Chin đang tranh chấp đến Ladakh của Ấn Độ. Nó bắt nguồn từ khu vực Samzungling ở phía đông của Karakoram và chảy về phía tây để tham gia Sông Shyok tại 34°45′33″B 78°10′13″Đ / 34,75917°B 78,17028°Đ. Đây là một trong những nhánh thượng nguồn của sông Indus.

## Từ nguyên
Con sông được đặt theo tên của Ghulam Rasool Galwan, một nhà thám hiểm Ladakhi của dòng dõi Kashmiri, người đầu tiên khám phá dòng sông. Năm 1899, ông là thành viên của một đội thám hiểm người Anh đang khám phá các khu vực ở phía bắc thung lũng Chang Chenmo, khi ông chạy vào thung lũng sông chưa từng được biết đến trước đây. Harish Kapadia tuyên bố rằng đây là một trong những trường hợp hiếm hoi có một đặc điểm địa lý chính được đặt theo tên của một nhà thám hiểm bản địa.